# Madalena (Vila Nova de Gaia)
Madalena is een plaats (freguesia) in de Portugese gemeente Vila Nova de Gaia en telt 9356 inwoners (2001).